# Мъжки работи
„Мъжки работи“ (на английски: A Guy Thing) е американска комедия от 2003 г. на режисьора Крис Коч с участието на Джейсън Лий, Джулия Стайлс и Селма Блеър.

## Актьорски състав
- Джейсън Лий – Пол Морз
- Джулия Стайлс – Беки Джаксън
- Селма Блеър – Карън Купър
- Джеймс Бролин – Кен Купър